# 존 프러퓨모

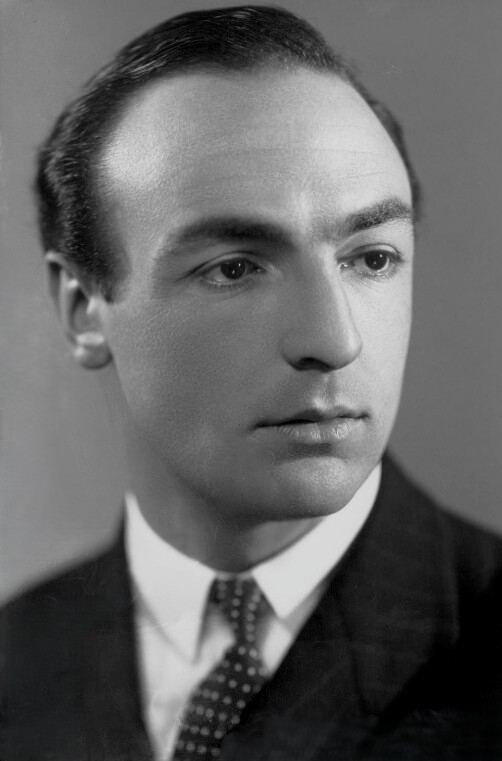

존 프러퓨모(John Dennis Profumo, CBE, 1915년 1월 30일~2006년 3월 9일)는 영국의 정치인이다.
1963년 해럴드 맥밀런의 보수당 정권에 큰 타격을 준 프러퓨모 사건의 중심 인물이었다.

## 서훈
- 1975년 대영 제국 훈장 3등급(CBE)